# Cherrapunjee
Cherrapunjee (bihari: चेरापूँजी, bengali: চেরাপুঞ্জি, gujarati: ચેરાપુંજી, hindi: चेरापूंजी, malayalam: ചിറാപുഞ്ചി, tamil: சோரா, teluga: చిరపుంజీ) är en stad i delstaten Meghalaya i Indien, och tillhör distriktet East Khasi Hills. Staden är belägen cirka cirka 1 370 meter över havet, och folkmängden uppgick till 11 722 invånare vid folkräkningen 2011.

## Klimat
Cherrapunjee har tre nederbördsrekord i Guinness rekordbok:
- Maximal mängd regn under en sammanhängande ettårsperiod. 22 987 mm regn mellan augusti 1860 och juli 1861.
- Maximal mängd regn under en och samma månad. 9 300 mm i juli 1861.
- Största uppmätta nederbördsmängden under 48 timmar: 2 493 mm 15-16 juni 1995 [3]

Årsnederbörden ligger i genomsnitt på 11 430 mm. Det gör Cherrapunji till en av världens regnigaste platser. Närliggande Mawsynram, Meghalaya har en genomsnittlig årsnederbörd på 11 873 mm, och Mount Wai'ale'ale, på ön Kaua‘i, Hawaii, har ett årsgenomsnitt på 11 684 mm. 
I kombination med skogsskövling bidrar skyfallen till problem med erosion i Cherrapunjiområdet. Man har även problem med försörjningen av rent vatten.